# رودخانه رابا
رودخانه رابا (آلمانی: Raab؛ مجاری: Rába) یکی از مهم‌ترین شاخابه‌های دانوب است و در جنوب شرقی اتریش و غرب مجارستان جریان دارد. رابا از ارتفاع ۱۲۰۰ متری در دامنه جنوب شرقی هوخلانتش در شمال اشتایرمارک سرچشمه می‌گیرد و تا بورگن‌لاند اتریش و مناطقی از شهرستان واش و دیور-موشون-شوپرون مجارستان جریان دارد. طول آن ۲۹۸٫۲ کیلومتر (۱۸۵٫۳ مایل) است، که حدود ۱۰۰ کیلومترش در اتریش است. شهرهای در امتداد رابا شامل گلایزدورف، فلدباخ (هر دو در اتریش)، و سنت‌گوتهارد و کرمند (در مجارستان) می‌شود. در اوایل نوزیستی، رودخانه در جهت مخالف جریان می‌یافت، اما بالاآمدگی زمین‌ساختی این جریان را وارونه می‌کند.